# Ново Село (Бујановац)
Ново Село је насеље у Србији у општини Бујановац у Пчињском округу. Према попису из 2022. било је 538 становника. Насеље је у периоду 1957-2008. године имало назив Горње Ново Село.

## Историја
Подигнут је 1897. године у месту, поред православне цркве, један заклон од невремена, за народ током окупљања у време сабора око цркве. Била је то замисао мештанина Арсе Вуканца, коју је он и спровео као предузимљив човек. Зграда покривена каменим плочама је имала четири собе, а свако предвиђена за једно од села. У њеном склопу је подрум и штала за коње. Највећа просторија је одређена за село Барбаце. А мештани његови су је спремили за српску школу, поред које постоји и школска башта - рад и вежбање. У српској школи је 1906. године прослављен празник Савиндан. Учитељ је тада био Радосављевић.

## Демографија
У насељу Ново Село живи 275 пунолетних становника, а просечна старост становништва износи 28,4 година (29,4 код мушкараца и 27,3 код жена). У насељу има 77 домаћинстава, а просечан број чланова по домаћинству је 5,68.
Ово насеље је великим делом насељено Албанцима (према попису из 2002. године).
|  |

| Демографија | Демографија | Демографија |
| Година      | Становника  | Становника  |
| ----------- | ----------- | ----------- |
| 1948.       | 413         |             |
| 1953.       | 459         |             |
| 1961.       | 500         |             |
| 1971.       | 536         |             |
| 1981.       | 669         |             |
| 1991.       | 701         | 694         |
| 2002.       | 437         | 480         |
| 2022.       | 538         |             |

| Етнички састав према попису из 2002.‍ | Етнички састав према попису из 2002.‍ | Етнички састав према попису из 2002.‍ | Етнички састав према попису из 2002.‍ | Етнички састав према попису из 2002.‍ |
| ------------------------------------ | ------------------------------------ | ------------------------------------ | ------------------------------------ | ------------------------------------ |
|                                      |                                      |                                      |                                      |                                      |
| Албанци                              | Албанци                              |                                      | 436                                  | 99,77%                               |
| непознато                            | непознато                            |                                      | 1                                    | 0,22%                                |

| Година пописа     | 1948. | 1953. | 1961. | 1971. | 1981. | 1991. | 2002. |
| ----------------- | ----- | ----- | ----- | ----- | ----- | ----- | ----- |
| Број домаћинстава | 63    | 60    | 60    | 67    | 82    | 91    | 77    |

| Број чланова      | 1 | 2  | 3 | 4  | 5 | 6  | 7 | 8 | 9 | 10 и више | Просек |
| ----------------- | - | -- | - | -- | - | -- | - | - | - | --------- | ------ |
| Број домаћинстава | 1 | 13 | 5 | 10 | 9 | 16 | 3 | 5 | 5 | 10        | 5,68   |

| Пол    | Укупно | Неожењен/Неудата | Ожењен/Удата | Удовац/Удовица | Разведен/Разведена | Непознато |
| ------ | ------ | ---------------- | ------------ | -------------- | ------------------ | --------- |
| Мушки  | 146    | 47               | 92           | 4              | 0                  | 3         |
| Женски | 153    | 61               | 88           | 2              | 1                  | 1         |
| УКУПНО | 299    | 108              | 180          | 6              | 1                  | 4         |

| Пол    | Укупно                    | Пољопривреда, лов и шумарство | Рибарство                            | Вађење руде и камена | Прерађивачка индустрија       |
| ------ | ------------------------- | ----------------------------- | ------------------------------------ | -------------------- | ----------------------------- |
| Мушки  | 55                        | 42                            | 0                                    | 0                    | 0                             |
| Женски | 40                        | 40                            | 0                                    | 0                    | 0                             |
| УКУПНО | 95                        | 82                            | 0                                    | 0                    | 0                             |
| Пол    | Производња и снабдевање   | Грађевинарство                | Трговина                             | Хотели и ресторани   | Саобраћај, складиштење и везе |
| Мушки  | 0                         | 0                             | 0                                    | 0                    | 1                             |
| Женски | 0                         | 0                             | 0                                    | 0                    | 0                             |
| УКУПНО | 0                         | 0                             | 0                                    | 0                    | 1                             |
| Пол    | Финансијско посредовање   | Некретнине                    | Државна управа и одбрана             | Образовање           | Здравствени и социјални рад   |
| Мушки  | 0                         | 0                             | 0                                    | 3                    | 2                             |
| Женски | 0                         | 0                             | 0                                    | 0                    | 0                             |
| УКУПНО | 0                         | 0                             | 0                                    | 3                    | 2                             |
| Пол    | Остале услужне активности | Приватна домаћинства          | Екстериторијалне организације и тела | Непознато            | Непознато                     |
| Мушки  | 2                         | 0                             | 0                                    | 5                    | 5                             |
| Женски | 0                         | 0                             | 0                                    | 0                    | 0                             |
| УКУПНО | 2                         | 0                             | 0                                    | 5                    | 5                             |